# Bushido (Autobiografie)

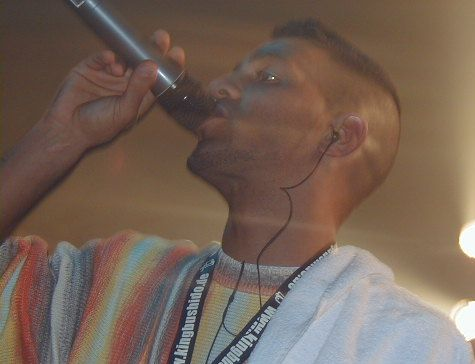
Bushido (bei einem Konzert Anfang 2006)

Bushido ist der Titel der Autobiografie des gleichnamigen deutschen Rappers Anis Mohamed Youssef Ferchichi alias Bushido. Sie erschien im September 2008.

## Inhalt
Das unter Mitwirkung seines PR-Beraters Lars Amend entstandene Buch beschreibt Bushidos Kindheit und Jugend sowie seinen Aufstieg zu einem der führenden deutschen Gangsta-Rapper und seinen Umgang mit seinen häufigen Skandalen aus dessen eigener Sicht. Seine Jugend wird als von Kleinkriminalität und negativen Erfahrungen mit der Liebe geprägt beschrieben. Laut der Aussagen Anis Ferchichis entsprach die Biografie weniger der Wahrheit, sondern „in vielen Teilen einer kreativen Darstellung, die zum Gangsta-Rapper-Image Bushido passte“. Teile seien „grob überspitzt“, anderes „mit Absicht etwas untertrieben“ dargestellt worden. Das Buch ist ihm zufolge das Ergebnis einer Zusammenarbeit von „Bushido, Anis Ferchichi, dem Ghostwriter und dem Verlag“. Später bezeichnete er das Buch als Imagepflege der „Kunstfigur“ Bushido und nicht als authentische Biografie.

## Hintergrund
Als Coautor beteiligte sich Lars Amend an Bushidos Autobiografie. Amend war von 2005 bis Oktober 2008 Bushidos  PR-Berater und begann eigenen Angaben zufolge „auf einer fünfwöchigen Tour durch Deutschland, Österreich und der [sic!] Schweiz […], Bushidos Leben aufzuschreiben“.
In den Wochen vor der Veröffentlichung kooperierte Bushido mit der Bild-Zeitung, die auszugsweise Passagen aus dem Buch veröffentlichte. Ein Hörbuch, gelesen von Bushido selbst, erschien am 15. Mai 2009 als Vierfach-CD auf Bushidos Label ersguterjunge (Vertrieb: Sony BMG). Anfang 2010 kam der Film Zeiten ändern dich ins Kino, der auf Bushidos Biografie beruht.

## Rezeption
In kommerzieller Hinsicht war das Buch ein großer Erfolg. Bushido debütierte auf Platz 1 vieler einschlägiger Bestsellerlisten und anschließend wochenlang in der SPIEGEL-Bestsellerliste. Bushido war nach Hape Kerkeling, Richard David Precht, Gerhard Schröder und Papst Benedikt XVI. erst der fünfte Autor, der innerhalb von zweieinhalb Jahren diese Liste in der Kategorie Sachbücher anführte. Sein Buch ist das einzige der genannten Autoren, welches auf Platz 1 debütierte.
Die Autobiografie wurde von Oliver Kalkofe für seine Sendung Nichtgedanken verwendet.
Rezensionen

„Der Glaube an die Chance, die Bereitschaft, den Aus- und Aufstieg schaffen zu wollen, die imponieren mir... Es hat mich gefreut und bereichert, Sie in Ihrer ganzen Widersprüchlichkeit kennengelernt zu haben.“

„Niemand wird behaupten, dass Bushido ein gewaltiger Poet wäre... Es gibt Stellen, da beschleicht einen der unterhaltsame Verdacht, dass sich Bushido lustig macht über die Autobiografie an sich.“

„Ein lyrischer Minimalalphabet maßt sich nicht nur an, mit seinem frauen- und schwulenfeindlichen Gestammel unserer Jugend die Gehörgänge zu verstopfen, sondern er reiht sich nun auch noch in die unaufhaltsam und bedrohlich wachsende Reihe derer ein, die unbedingt ihr Leben zu einer Biographie verwursten müssen. Das Schlimmste aber: Er hat auch noch Erfolg damit.“

„Es muss einfach sein, Bushido zu sein. Das Leben ist so schön übersichtlich. Alle Frauen sind Nutten außer Mama, wer seine Mutter beleidigt, kriegt in die Fresse, wer seine Mutter beleidigt, kriegt in die Fresse, wer seine Mutter beleidigt, kriegt in die Fresse, viel mehr ist da eigentlich nicht. [...] Seiten-, kapitelweise geht es darum, wer wann was zu wem gesagt hat, und was wer dann zu wem zurückgesagt hat, und wie dann wer geguckt hat, und was wer dann noch Krasses hinterhergesagt hat, und wer daraufhin wem seine Mutter beleidigt hat, woraufhin es dann natürlich, Sie ahnen es, auf die Fresse gab.“